# 凱普松國際
凱普松國際電子有限公司，簡稱凱普松國際電子，以及凱普松國際（英語：CAPXON INTERNATIONAL ELECTRONIC COMPANY LIMITED，港交所：0469），在1980年由林金松（董事長及首席執行官）創立，名為「臺灣豐賓電子工業股份有限公司」。
現時在臺灣、中國大陸等經營生產鋁質電解電容器。招股價為1.48港元，發行股份為211,200,000股，集資額為312,576,000港元。股份則在2007年5月7日於香港交易所主板上市。
總部位於新北市汐止區大同路2段165號5樓、廣東省深圳市光明區公明鎮塘尾村塘尾工業區，以及香港灣仔軒尼詩道303號華創大廈17樓1702室。

## 連結
- CapxonGroup.com（页面存档备份，存于）